# 燕垒生
燕垒生（1970年10月—），也作燕垒，本名张健，中国网络作家、诗人，浙江省网络作家协会理事会理事。
燕垒生毕业于中国计量学院，其后就职于余杭区国家税务局管理一科，1998年开始网络诗歌写作，2000年在榕树下举办的比赛中获奖而成名，后又涉足武侠小说、玄幻小说和恐怖小说写作，代表作有《天行健》等。
燕垒生有古體詩《七殺碑》一文，常被誤以為是明末殺掠四川的流寇張獻忠手筆。